# 松原芳太郎
松原 芳太郎（まつばら よしたろう、1862年1月14日（文久元年12月15日） - 1928年（昭和3年）11月4日）は、明治から大正時代の政治家。銀行家。大地主。衆議院議員。貴族院多額納税者議員。

## 経歴
美濃大垣藩領池田郡萩原村（岐阜県池田郡萩原村、揖斐郡萩原村、本郷村、温知村を経て現池田町）出身。松原樹太郎の長男。1889年（明治22年）3月、家督を相続する。農業を営む。
1880年（明治13年）以降、萩原村戸長、同村会議員、岐阜県会議員、所得税調査委員長、大野・池田郡農会副会頭、大垣銀行、大垣共立銀行各取締役、濃飛農工銀行監査役、同取締役、岐阜県農事協会長を歴任した。
1894年（明治27年）3月の第3回衆議院議員総選挙では岐阜県第4区から出馬し当選。衆議院議員を1期務めた。また、1911年（明治44年）岐阜県多額納税者として貴族院議員に互選され、同年9月29日から1915年（大正4年）7月1日に任期途中で辞職するまで務めた。

## 親族
- 弟：松原九郎（衆議院議員）[1]
- 義兄：高木郁助（妻たね兄、衆議院議員、銀行家）[1]